# Ministeri d'Afers Exteriors de Grècia

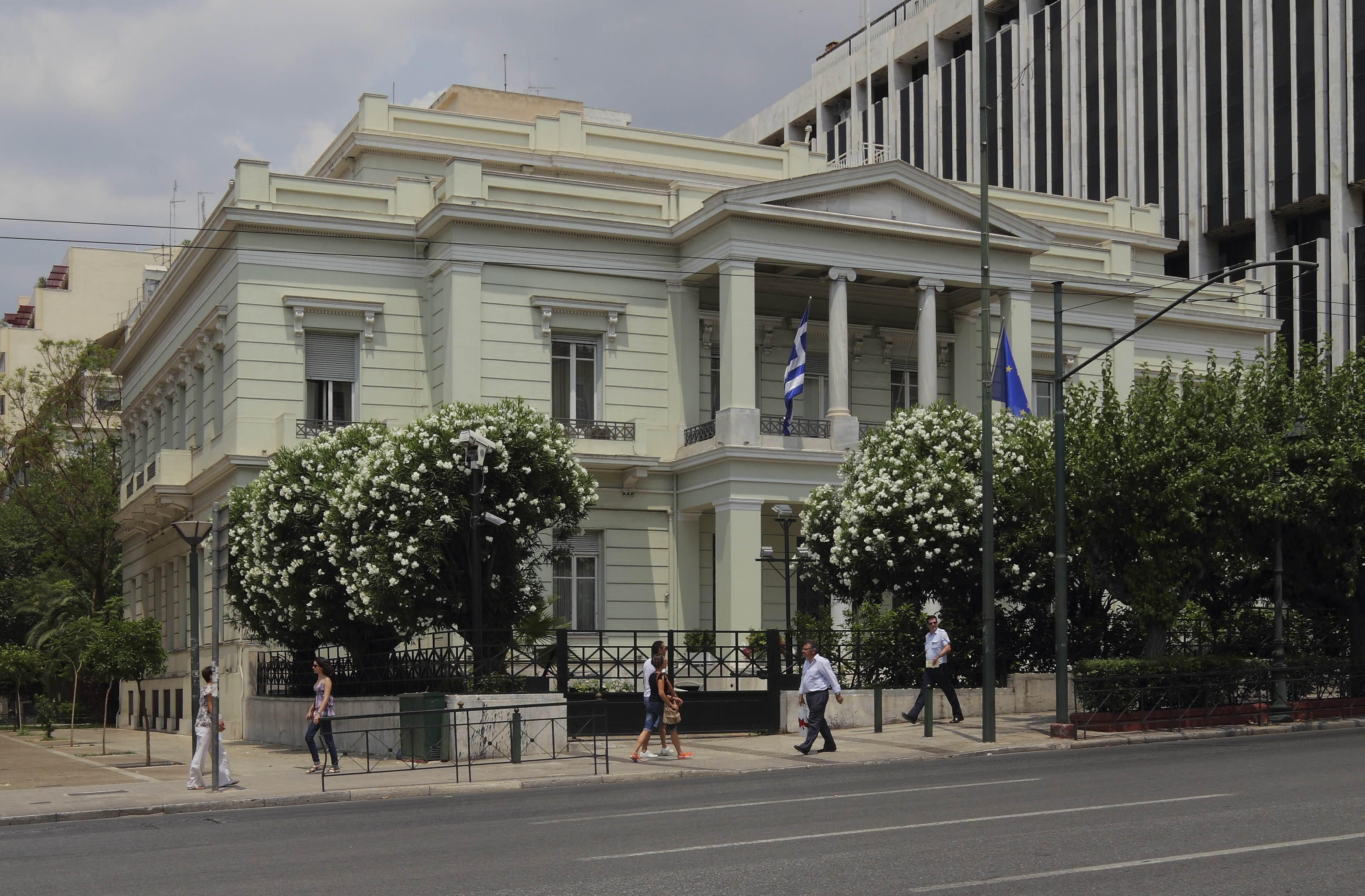
Seu del Ministeri d'Afers Exterios de Grècia a Atenes

El Ministeri d'Afers Exteriors (en grec: Υπουργείο Εξωτερικών) és un departament governamental de Grècia. El Ministre d'Afers Exteriors controla el ministeri, el qual té la seu a Atenes.
El Ministeri d'Afers Exteriors va ser fundat el 1822 per l'Assemblea Nacional d'Epidaure, primer va ser anomenat «Secretaria d'Afers Estrangers» i «Ministeri de Relacions Estrangeres» el 1844. El ministeri està repartit en set edificis del centre d'Atenes. L'oficina del Ministre d'Afers Exteriors es troba enfront de l'edifici del Parlament Hel·lènic. L'actual ministre grec d'Afers Exteriors és Evànguelos Venizelos, que va ser investit al juny de 2013.

## Ministres d'Afers Exteriors des de 1974
| Nom                                 | Entrada                | Sortida                | Partit                           |
| ----------------------------------- | ---------------------- | ---------------------- | -------------------------------- |
| George Mavros                       | 24 de juliol de 1974   | 9 d'octubre de 1974    | Unió de Centre                   |
| Dimitrios Bitsios                   | 17 d'octubre de 1974   | 20 de novembre de 1977 | Nova Democràcia                  |
| Panayotis Papaligouras              | 29 de novembre de 1977 | 10 de maig de 1978     | Nova Democràcia                  |
| Georgios Ral·lis                    | 10 de maig de 1978     | 9 de maig de 1980      | Nova Democràcia                  |
| Konstantinos Mitsotakis (1r mandat) | 10 de maig de 1980     | 21 d'octubre de 1981   | Nova Democràcia                  |
| Ioannis Charalambopoulos            | 21 d'octubre de 1981   | 26 de juliol de 1985   | Moviment Socialista Panhel·lènic |
| Karolos Papoulias (1r mandat)       | 26 de juliol de 1985   | 2 de juliol de 1989    | Moviment Socialista Panhel·lènic |
| Tzannis Tzannetakis                 | 3 de juliol de 1989    | 12 d'octubre de 1989   | Nova Democràcia                  |
| Georgios Papoulias (1r mandat)      | 12 d'octubre de 1989   | 23 de novembre de 1989 |                                  |
| Antonis Samaras (1r mandat)         | 23 de novembre de 1989 | 16 de febrer de 1990   | Nova Democràcia                  |
| Georgios Papoulias (2n mandat)      | 16 de febrer de 1990   | 11 d'abril de 1990     |                                  |
| Antonis Samaras (2n mandat)         | 11 d'abril de 1990     | 14 d'abril de 1992     | Nova Democràcia                  |
| Konstantinos Mitsotakis (2n mandat) | 14 d'abril de 1992     | 7 d'abril de 1992      | Nova Democràcia                  |
| Michalis Papakonstantinou           | 7 d'agost de 1992      | 13 d'octubre de 1993   | Nova Democràcia                  |
| Karolos Papoulias (2n mandat)       | 13 d'octubre de 1993   | 22 de gener de 1996    | Moviment Socialista Panhel·lènic |
| Theodoros Pangalos                  | 22 de gener de 1996    | 18 de febrer de 1999   | Moviment Socialista Panhel·lènic |
| George Papandreou (1r mandat)       | 18 de febrer de 1999   | 13 de febrer de 2004   | Moviment Socialista Panhel·lènic |
| Tassos Yiannitsis                   | 13 de febreer de 2004  | 10 de març de 2004     | Moviment Socialista Panhel·lènic |
| Petros Molyviatis (1r mandat)       | 10 de març de 2004     | 15 de febrer de 2006   | Nova Democràcia                  |
| Dora Bakoyannis                     | 15 de febrer de 2006   | 7 d'octubre de 2009    | Nova Democràcia                  |
| George Papandreou (2n mandat)       | 7 d'octubre de 2009    | 7 de setembre de 2010  | Moviment Socialista Panhel·lènic |
| Dimitris Droutsas                   | 7 de setembre de 2010  | 17 de juny de 2011     | Moviment Socialista Panhel·lènic |
| Stavros Lambrinidis                 | 17 de juny de 2011     | 11 de novembre de 2011 | Moviment Socialista Panhel·lènic |
| Stavros Dimas                       | 11 de novembre de 2011 | 17 de maig de 2012     | Nova Democràcia                  |
| Petros Molyviatis (2n mandat)       | 17 de maig de 2012     | 21 de juny de 2012     | Nova Democràcia                  |
| Dimitris Avramopoulos               | 21 de juny de 2012     | 25 de juny de 2013     | Nova Democràcia                  |
| Evànguelos Venizelos                | 25 de juny de 2013     | 27 de gener de 2015    | Moviment Socialista Panhel·lènic |
| Nikos Kotzias                       | 27 de gener de 2015    | en el càrrec           | Coalició de l'Esquerra Radical   |